# Achryson philippii
Achryson philippii es una especie de escarabajo longicornio de la subfamilia Cerambycinae, tribu Achrysonini. Fue descrita científicamente por Germain en 1898.
Se distribuye por Bolivia, Chile, Ecuador, islas Galápagos, Perú y Venezuela. Mide aproximadamente 10-22 milímetros de longitud. El período de vuelo de esta especie ocurre en todos los meses del año.